# Contres (Cher)
Contres é uma comuna francesa na região administrativa do Centro, no departamento Cher. Estende-se por uma área de 14 km². Em 2010 a comuna tinha 32 habitantes (densidade: 2,3 hab./km²).